# Ле-Пизу
Ле-Пизу́ (фр. Le Pizou) — коммуна во Франции, находится в регионе Аквитания. Департамент — Дордонь. Входит в состав кантона Монпон-Менестероль. Округ коммуны — Перигё.
Код INSEE коммуны — 24329.

## География

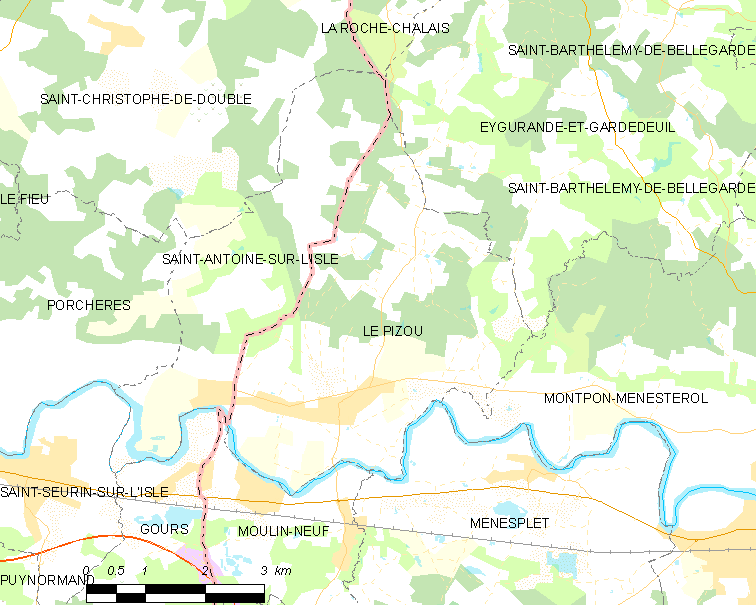
Карта коммуны

Коммуна расположена приблизительно в 460 км к югу от Парижа, в 55 км восточнее Бордо, в 55 км к западу от Перигё.
На юге коммуны протекает река Иль.

### Климат
Климат умеренный океанический со средним уровнем осадков, которые выпадают преимущественно зимой. Лето здесь долгое и тёплое, однако также довольно влажное, здесь не бывает регулярных периодов летней засухи. Средняя температура января — 5 °C, июля — 18 °C. Изредка вследствие стечения неблагоприятных погодных условий может наблюдаться непродолжительная засуха или случаются поздние заморозки. Климат меняется очень часто, как в течение сезона, так и год от года.

## Население
Население коммуны на 2010 год составляло 1261 человек.
| 1962 | 1968 | 1975 | 1982 | 1990 | 1999 | 2010 |
| ---- | ---- | ---- | ---- | ---- | ---- | ---- |
| 1035 | 1037 | 1251 | 1255 | 1172 | 1095 | 1261 |

## Администрация
| Период | Период | Фамилия        | Партия       | Примечания    |
| ------ | ------ | -------------- | ------------ | ------------- |
| 2001   | 2020   | Лионель Верньо | Разные левые | преподаватель |

## Экономика
В 2010 году среди 731 человека трудоспособного возраста (15-64 лет) 522 были экономически активными, 209 — неактивными (показатель активности — 71,4 %, в 1999 году было 70,3 %). Из 522 активных жителей работали 439 человек (242 мужчины и 197 женщин), безработных было 83 (37 мужчин и 46 женщин). Среди 209 неактивных 39 человек были учениками или студентами, 98 — пенсионерами, 72 были неактивными по другим причинам.

## Достопримечательности
- Церковь Успения Пресвятой Богородицы (XVII век)
- Замок Дезер

## Фотогалерея

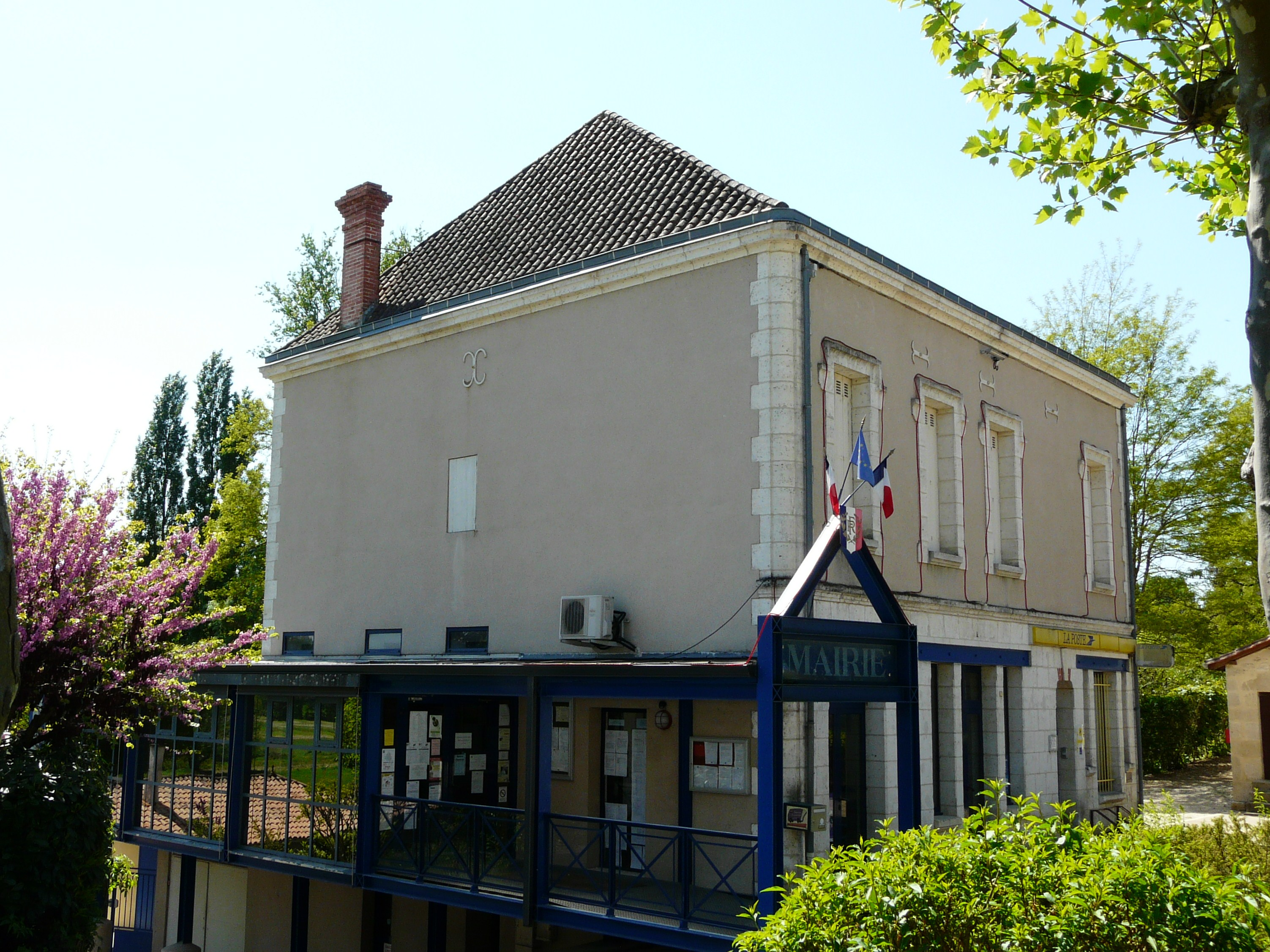
Мэрия
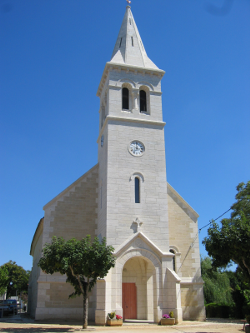
Церковь Успения Пресвятой Богородицы
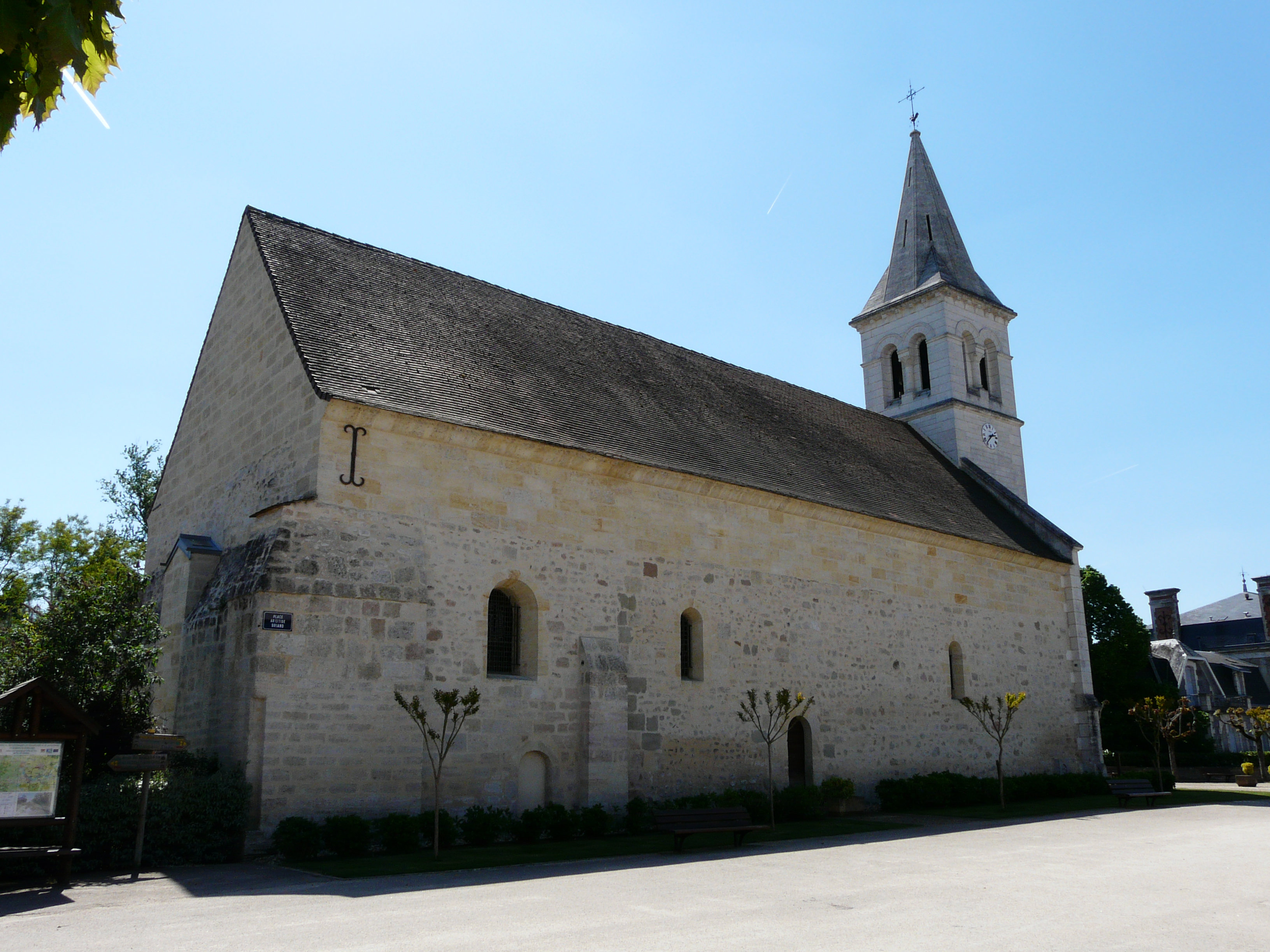
Церковь Успения Пресвятой Богородицы
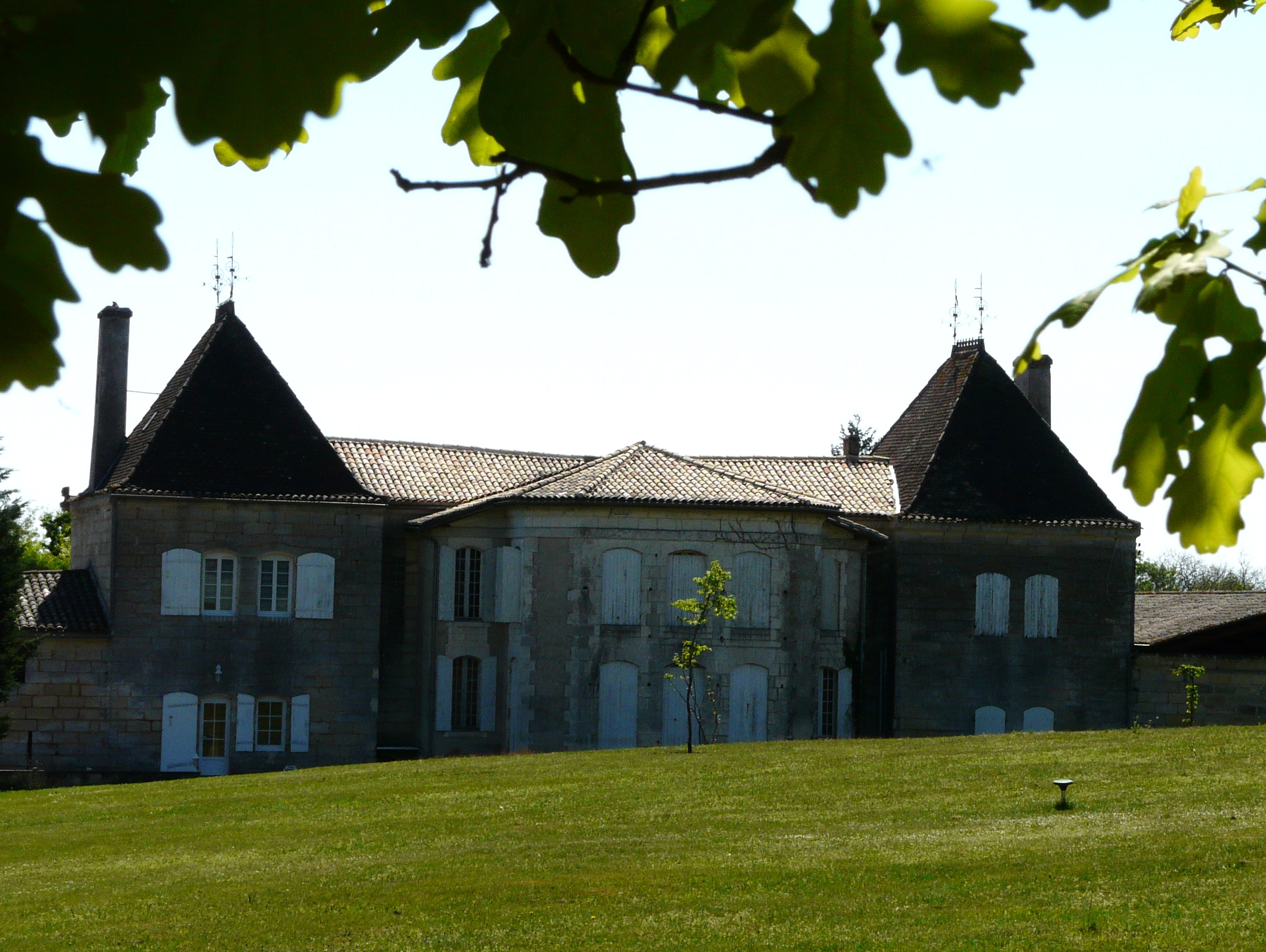
Замок Дезер
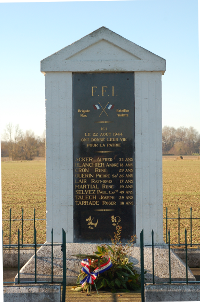
Военный мемориал
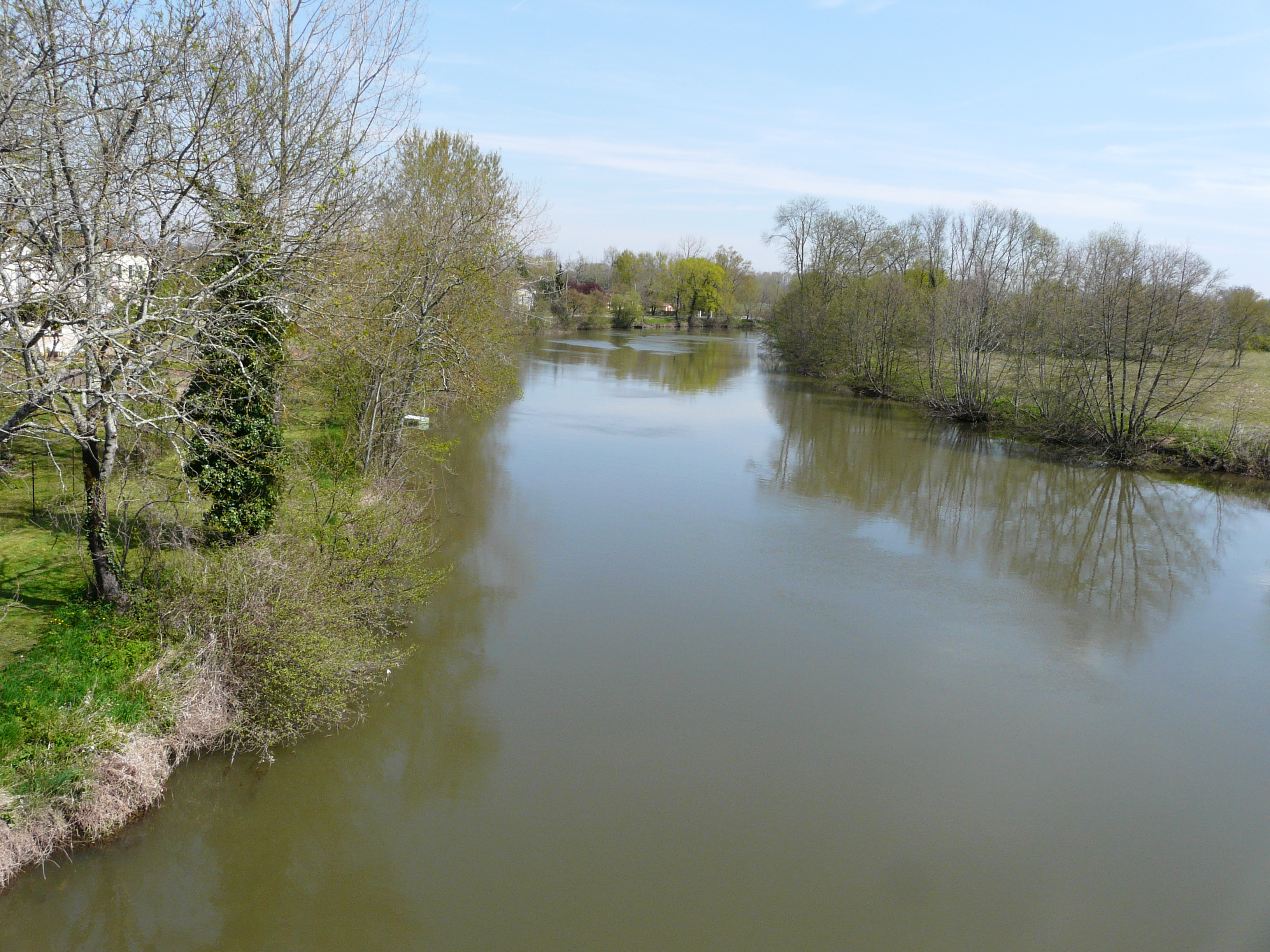
Река Иль